# مدنیا
مدنیا (به اسپانیایی: Mediñá) یک منطقهٔ مسکونی در اسپانیا است که در Sant Julià de Ramis واقع شده‌است. مدنیا ۷٫۷ کیلومتر مربع مساحت و ۸۶۶ نفر جمعیت دارد.